# Good Riddance (Time of Your Life)
„Good Riddance (Time of Your Life)” – ballada rockowa amerykańskiego zespołu Green Day. Chociaż wokalista grupy – Billie Joe Armstrong napisał ją tuż po sukcesie ich trzeciego albumu Dookie (1994), utwór nie był znany aż do jej publikacji na albumie Nimrod w 1997 roku.
„Good Riddance (Time of Your Life)” jest bardzo łagodną balladą, która była w pewnym sensie przełomem, ponieważ Green Day byli do tej pory znani tylko z punkrockowego brzmienia. Jednak tytuł piosenki odbił się na postrzeganiu grupy. Jeden z jej członków Tre Cool oświadczył, że ta piosenka jest najprawdopodobniej najbardziej punkową rzeczą, którą mogli kiedykolwiek zrobić. Billie napisał tę piosenkę w mniej niż dziesięć minut.

## Teledysk
W teledysku Billie Joe siedzi w motelowej sypialni i gra na gitarze. We wplątanych ujęciach, pokazani są zamyśleni ludzie w różnych miejscach i okolicznościach. Teledysk jest spokojny i pasujący do całej piosenki.